# Anglesqueville-l’Esneval
Anglesqueville-l’Esneval ist eine französische Gemeinde mit 674 Einwohnern (Stand 1. Januar 2022) im Département Seine-Maritime in der Region Normandie. Sie gehört zum Arrondissement Le Havre und ist Mitglied des Gemeindeverbands Le Havre Seine Métropole. Die Bewohner werden Anglesquevillais und Anglesquevillaises genannt.

## Geographie
Anglesqueville-l’Esneval liegt in der Naturregion Pays de Caux, etwa 18 Kilometer nordnordöstlich von Le Havre. Umgeben wird Anglesqueville-l’Esneval von den Nachbargemeinden Villainville im Norden, Criquetot-l’Esneval im Osten, Turretot im Süden  sowie Gonneville-la-Mallet im Westen.

## Bevölkerungsentwicklung

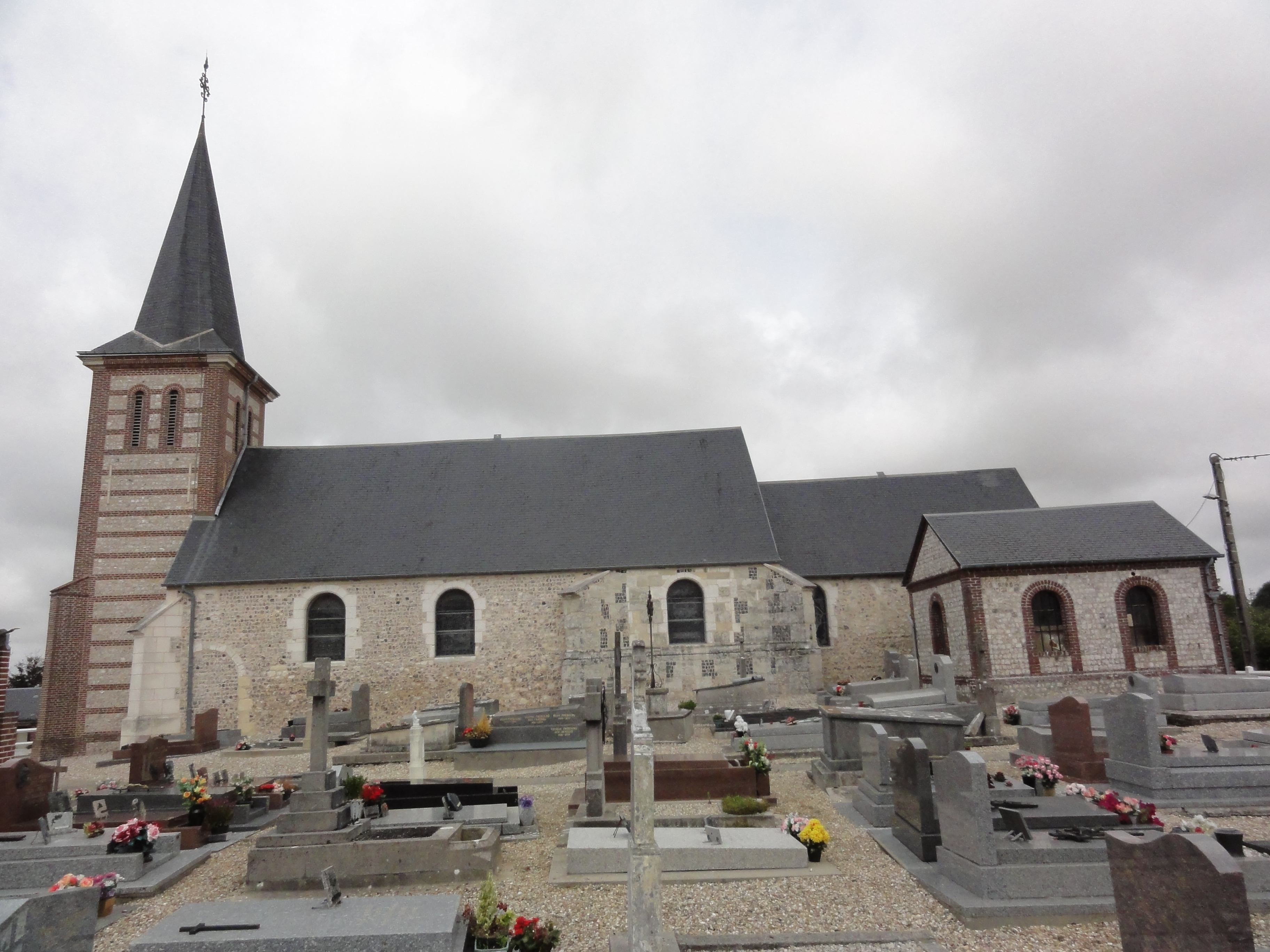
Kirche Saint-Martin

| Jahr                       | 1962 | 1968 | 1975 | 1982 | 1990 | 1999 | 2006 | 2013 | 2020 |
| -------------------------- | ---- | ---- | ---- | ---- | ---- | ---- | ---- | ---- | ---- |
| Einwohner                  | 238  | 188  | 216  | 321  | 372  | 473  | 491  | 534  | 662  |
| Quellen: Cassini und INSEE |      |      |      |      |      |      |      |      |      |

## Sehenswürdigkeiten
- Kirche Saint-Martin, teilweise aus dem 11. Jahrhundert